# Halloween Havoc
Halloween Havoc é um evento pay-per-view (PPV) de luta profissional atualmente produzido pela WWE. Desde 2020, é realizado anualmente para sua divisão de marca, NXT. Como o nome indica, é um show com tema de Halloween realizado em outubro.
Foi originalmente produzido como um pay-per-view anual (PPV) pela World Championship Wrestling (WCW) de 1989 a 2000. Os primeiros quatro eventos foram realizados quando a WCW ainda era afiliada à National Wrestling Alliance (NWA). Os cinco eventos finais da WCW foram realizados no subúrbio de Paradise, Nevada, em Las Vegas, no MGM Grand Garden Arena.
A WWE—na época ainda conhecida como World Wrestling Federation - comprou os ativos da WCW da AOL Time Warner em 2001. Em 2018, a empresa baseada em Las Vegas, KBN Inc. e Trademark Office foram listados como "mortos" desde 2005. Dezenove anos depois que a WWE comprou a WCW, eles reviveram o evento para sua divisão de marca NXT em 2020. Os eventos de 2020 e 2021 foram realizados como um especial de televisão do programa NXT, mas foi transformado em um evento de transmissão ao vivo em 2022. Voltou a ser um evento especial de televisão em 2023, mas expandido para um especial de duas partes do NXT. O evento então voltou a ser transmitido ao vivo em 2024.

## Datas, locais e principais eventos
|  | Evento co-brand WCW/nWo |  | Evento com a marca NXT |

| 1                                                | Halloween Havoc (1989)     | 28 de outubro de 1989 | Filadélfia, Pensilvânia | Philadelphia Civic Center | Ric Flair and Sting vs. The Great Muta and Terry Funk in a Thunderdome match with Bruno Sammartino as special guest referee       | [ 4 ]  |
| 2                                                | Halloween Havoc (1990)     | 27 de outubro de 1990 | Chicago, Ilinóis        | UIC Pavilion              | Sting (c) vs. Sid Vicious for the NWA World Heavyweight Championship                                                              | [ 5 ]  |
| World Championship Wrestling (WCW)               |                            |                       |                         |                           | |        |
| 3                                                | Halloween Havoc (1991)     | 27 de outubro de 1991 | Chattanooga, Tennessee  | UTC Arena                 | Lex Luger (c) vs. Ron Simmons in a Two-out-of-three falls match for the WCW World Heavyweight Championship                        | [ 6 ]  |
| 4                                                | Halloween Havoc (1992)     | 25 de outubro de 1992 | Filadélfia, Pensilvânia | Philadelphia Civic Center | Sting vs. Jake Roberts in a Coal Miner's Glove match                                                                              | [ 7 ]  |
| 5                                                | Halloween Havoc (1993)     | 24 de outubro de 1993 | Nova Orleans, Luisiana  | Lakefront Arena           | Big Van Vader vs. Cactus Jack in a Texas Death match                                                                              | [ 8 ]  |
| 6                                                | Halloween Havoc (1994)     | 23 de outubro de 1994 | Detroit, Michigan       | Joe Louis Arena           | Hulk Hogan (c) vs. Ric Flair in a Steel Cage match for the WCW World Heavyweight Championship with Mr. T as special guest referee | [ 9 ]  |
| 7                                                | Halloween Havoc (1995)     | 29 de outubro de 1995 | Detroit, Michigan       | Joe Louis Arena           | Hulk Hogan (c) vs. The Giant for the WCW World Heavyweight Championship                                                           | [ 10 ] |
| 8                                                | Halloween Havoc (1996)     | 27 de outubro de 1996 | Las Vegas, Nevada       | MGM Grand Garden Arena    | Hollywood Hogan (c) vs. Randy Savage for the WCW World Heavyweight Championship                                                   | [ 11 ] |
| 9                                                | Halloween Havoc (1997)     | 26 de outubro de 1997 | Las Vegas, Nevada       | MGM Grand Garden Arena    | Roddy Piper vs. Hollywood Hogan in a Steel Cage Match                                                                             | [ 12 ] |
| 10                                               | Halloween Havoc (1998)     | 25 de outubro de 1998 | Las Vegas, Nevada       | MGM Grand Garden Arena    | Goldberg (c) vs. Diamond Dallas Page for the WCW World Heavyweight Championship                                                   | [ 13 ] |
| 11                                               | Halloween Havoc (1999)     | 24 de outubro de 1999 | Las Vegas, Nevada       | MGM Grand Garden Arena    | Sting (c) vs. Goldberg pelo Campeonato Mundial dos Pesos Pesados da WCW                                                           | [ 14 ] |
| 12                                               | Halloween Havoc (2000)     | 29 de outubro de 2000 | Las Vegas, Nevada       | MGM Grand Garden Arena    | Goldberg vs. KroniK (Brian Adams and Bryan Clark) em uma Luta Handicap de eliminação                                              | [ 15 ] |
| WWE: NXT                                         |                            |                       |                         |                           | |        |
| 13                                               | NXT Halloween Havoc (2020) | 28 de outubro de 2020 | Orlando, Flórida        | WWE Performance Center    | Io Shirai (c) vs. Candice LeRae em uma Luta Tables, Ladders, and Chairs pelo Campeonato Feminino do NXT                           | [ 16 ] |
| 14                                               | NXT Halloween Havoc (2021) | 26 de outubro de 2021 | Orlando, Flórida        | WWE Performance Center    | Tommaso Ciampa (c) vs. Bron Breakker pelo Campeonato do NXT                                                                       | [ 17 ] |
| 15                                               | NXT Halloween Havoc (2022) | 22 de outubro de 2022 | Orlando, Flórida        | WWE Performance Center    | Bron Breakker (c) vs. Ilja Dragunov vs. JD McDonagh pelo Campeonato do NXT                                                        | [ 18 ] |
| 16                                               | NXT Halloween Havoc (2023) | 24 de outubro de 2023 | Orlando, Flórida        | WWE Performance Center    | Becky Lynch (c) vs. Lyra Valkyria pelo Campeonato Feminino do NXT                                                                 | [ 19 ] |
| 17                                               | NXT Halloween Havoc (2024) | 27 de outubro de 2024 | Hershey, Pensilvânia    | Giant Center              | Trick Williams (c) vs. Ethan Page em uma Devil's Playground pelo Campeonato do NXT                                                | [ 20 ] |
| (c) – refere-se ao(s) campeão(es) antes da luta. |                            |                       |                         |                           | |        |